# The Silver Treasure
The Silver Treasure – niemy dramat prod. USA z 1926 roku na podstawie powieści Josepha Conrada pod tytułem Nostromo.

## Obsada
- George O'Brien – Nostromo
- Jack Rollens – Ramirez
- Helena D'Algy	– Linda Viola
- Joan Renee – Giselle Viola
- Stewart Rome – Charles Gould
- Hedda Hopper – Emilia Gould
- Otto Matieson – Martin Decoud
- Gilbert Clayton – Dr Monygham
- Daniel Makarenko – Giorgio Viola
- Lou Tellegen – Sotillo